# Aśoka
Aśoka Maurya il Grande (dal sanscrito "senza sofferenza", devanagari अशोक), con caratteri latini Ashoka (Pataliputra, 304 a.C. – Pataliputra, 232 a.C.) fu sovrano dell'impero Maurya.

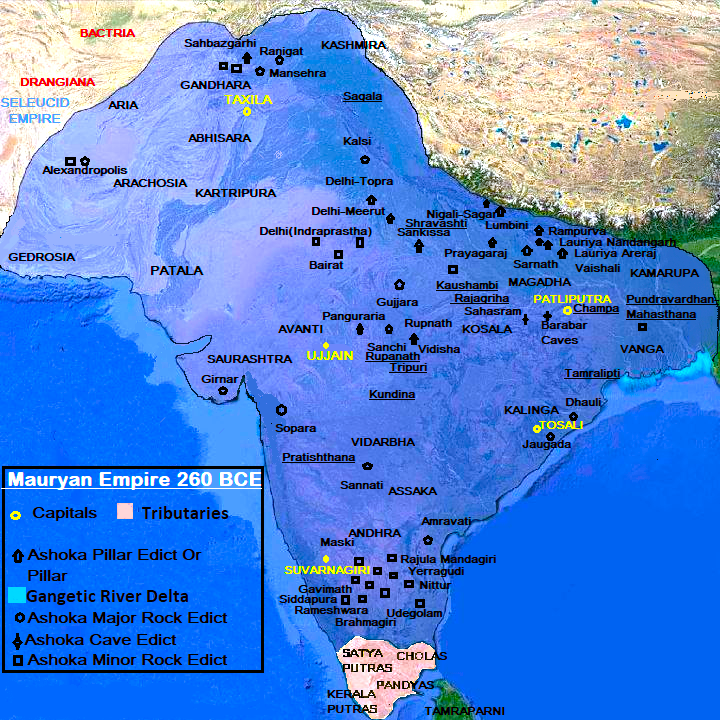
L'impero Maurya sotto Ashoka nel 260 a.C.

Dopo diverse conquiste militari regnò su un territorio comprendente gran parte del subcontinente indiano, l'odierno Afghanistan, parte della Persia (odierno Iran), Bengala (oggi diviso tra India e Bangladesh) e Assam. Nelle iscrizioni pervenuteci si riferisce generalmente a sé stesso con il suo titolo imperiale in pracrito Devanampiya Piyadassi (देवानांप्रिय प्रियदर्शी, in sanscrito Devānāmpriya Priyadarśi), cioè "amato dagli dei" e "dallo sguardo gentile".
Noto per essersi convertito al Buddismo e averne sostenuto l'adozione e la diffusione, la sua storia ci è pervenuta attraverso le cronache del II secolo Aśokavadana ("storie di Aśoka") e Divyavadana ("gesta divine"), oltre a due cronache pāli dello Sri Lanka, Dipavamsa e Mahavamsa; tutte le fonti sono però di estrazione buddista, e quindi accolte con sospetto da alcuni storiografi. Qualcuno ha infatti proposto la tesi che la conversione di Aśoka non si fosse in realtà mai verificata, e che avesse appoggiato il Buddismo per la sua capacità di amalgamare le profonde differenze religiose che laceravano il suo impero. Tesi che però si scontra con il carattere profondamente pio di tutti i famosi editti di Ashoka, i documenti epigrafici cui il sovrano affidò la sua missione sia legislatrice che moralizzatrice dei popoli a lui sottomessi.
Sono famosi inoltre i suoi pilastri, colonne in pietra alte tra i 12 e i 15 metri, con o senza iscrizioni e decorazioni: ne fece erigere in tutta l'India.

## Storia e leggenda

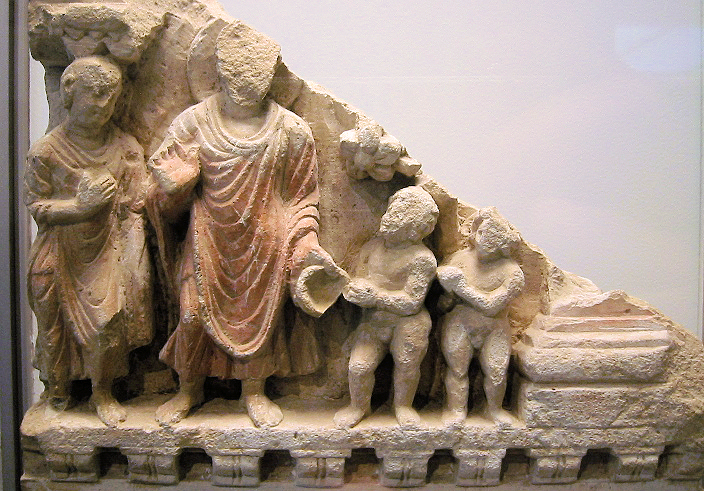
Scena del "dono di polvere", Gandhāra, II secolo.

Secondo una tradizione buddista descritta nell'Aśokavadana, la nascita di Aśoka sarebbe stata predetta da Gautama Buddha, nella storia nota come "il dono di polvere". Secondo questa profezia, nella sua precedente vita Aśoka si chiamava Jaya, e da bambino, mentre giocava nel fango, vide passare il Buddha; colto dal desiderio di offrirgli del cibo, gettò nella sua ciotola la polvere con cui stava giocando. Comprendendo l'animo puro che aveva motivato il gesto, il Buddha predisse il suo destino:
(Aśokavadana)
Aśoka si reincarnò quindi come figlio di Dharma, una delle spose dell'imperatore Maurya Bindusāra; Dharma non era di sangue reale, ma era stata ugualmente accettata nell'harem perché suo padre, un povero brahmino, aveva predetto che suo figlio sarebbe diventato un grande re. Oltre ad essere figlio della sposa di rango più basso, Aśoka era anche il più giovane dei principi, se si esclude l'altro figlio di Dharma, Vitthaśoka; ciò nonostante, il giovane principe guadagnò il rispetto dei fratellastri per le sue doti nelle discipline militari e accademiche, anche se Susima, il principe ereditario, non si dimostrava da meno né come guerriero né come amministratore.
Quando raggiunse la maggiore età, Aśoka fu messo a capo di diversi reggimenti dell'esercito Maurya e i fratellastri cominciarono a temere la sua sempre maggiore popolarità; su loro consiglio Bindusāra lo inviò nella città di Takṣaśilā, di popolazione greco-battriana e già insorta precedentemente in un paio di occasioni. Grazie alla sua popolarità, Aśoka fu in grado di entrare in città senza scontri e quando una rivolta si presentò non esitò a sopprimerla con l'esercito. Approfittando della sua lontananza, però, i fratellastri convinsero Bindusāra che il giovane principe complottasse contro di lui, e Aśoka fu esiliato.
Aśoka trascorse due anni in esilio, nella regione di Kalinga, dove sposò una donna di nome Kaurwaki, sembra appartenente a una famiglia di pescatori; fu richiamato dal padre quando si rivoltò la città di Ujjain, contro la quale si batté riportandone delle ferite. Fu curato da dei monaci buddisti e da una donna di nome Devi, appartenente a una famiglia di mercanti, che sposò (aveva forse già sposato anche Asandhimitra, che però non lasciò mai Pataliputra).
Quando Bindusāra si ammalò e fu chiaro che non si sarebbe ripreso, un gruppo di ministri ostili a Susima convinse Aśoka a prendere la corona e il giovane principe attaccò Pataliputra uccidendo tutti i suoi fratellastri; le cronache buddiste insistono molto sulle atrocità da lui commesse, probabilmente per sottolineare i meriti del Buddismo dopo la sua conversione. Avendo eliminato ogni opposizione, comunque, Aśoka reclamò per sé il titolo di imperatore di Maurya.

### Conquiste

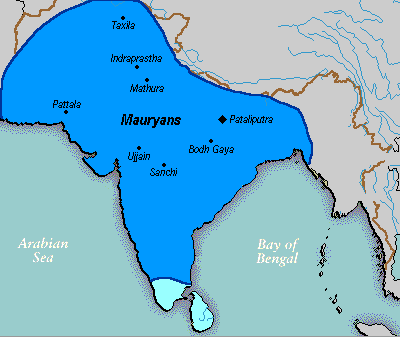
Massima estensione dell'Impero Maurya durante il regno di.

La prima fase del regno di Aśoka fu in qualche modo illegittima, perché non fu incoronato che dopo quattro anni (alcuni datano l'incoronazione al 268 a.C.); il suo governo fu aggressivo e brutale e questo periodo lo vide impegnato in innumerevoli battaglie sulle frontiere, grazie alle quali in otto anni annetté al suo impero la gran parte del subcontinente indiano.
La sanguinosa guerra di Kalinga (odierna Orissa), scoppiata intorno al 264 a.C., segnerà un punto di svolta; il pretesto non è chiaro, ma alcune fonti sostengono che uno dei fratellastri di Aśoka si fosse rifugiato a Kalinga come già Aśoka durante il suo esilio, e Kalinga si sarebbe rifiutata di consegnarlo al nuovo imperatore. In realtà, però, le tensioni tra i due regni erano sempre state forti e l'impero Maurya aveva più volte tentato la sua conquista; il piccolo Stato di Kalinga era infatti una terra ricca e fertile e dai suoi porti passavano tutti i traffici tra Sri Lanka, Birmania e Malaysia, nei cui territori sorgevano sue colonie. Il regno di Kalinga ebbe inizialmente la meglio, riuscendo ad avere ragione del generale Maurya; deciso a portare a termine l'impresa, Aśoka scese in campo con tutto il suo esercito. Lo scontro fu violento; morirono circa 10.000 soldati dei Maurya e 100.000 tra soldati e civili dei Kalinga e la terra e i fiumi si sarebbero tinti di rosso vermiglio.
Secondo le leggende buddiste, il giorno seguente la vittoria il giovane imperatore, camminando tra i cadaveri, sentì il peso delle sue colpe e anche dopo essere tornato a Pataliputra non riuscì più a dormire, perseguitato dalle memorie del conflitto; a questo si aggiunse che la regina Devi, inorridita dal conflitto, aveva lasciato il palazzo con i suoi due figli, Mahindra e Sanghamitra, che in seguito diventeranno monaci e porteranno il Buddismo in Sri Lanka. In ogni caso, i ritrovamenti archeologici (editti di Aśoka) confermano che le atrocità del conflitto abbiano giocato un ruolo fondamentale nella sua decisione di appoggiare la fede (di scuola Vibhajyavāda), rinnegare la violenza (Ahimsā) e diffondere il Dhamma (Dhamma-Vijaya).

## Politica
Aśoka divenne un fervente sostenitore del Buddismo, ma il suo esplicito sostegno alla fede non si tradusse mai in una politica discriminatoria nei confronti delle altre religioni; secondo alcuni storici moderni la scelta di abbracciare la fede buddista fu motivata dalla capacità di questa di convivere e anzi fare proprie le caratteristiche delle altre tradizioni religiose diffuse nel subcontinente, costituendo un amalgama che poteva risolvere le tensioni già forti in un impero così esteso. Le leggi che Aśoka introdusse rappresentavano una vera rivoluzione culturale; fu proibita la caccia e anche il ferimento di animali, si favorì il vegetarismo, si ridusse la gravità delle pene (soprattutto corporee), concesse almeno 25 volte l'amnistia (25 anni sui primi 26 dall'incoronazione) a prigionieri e condannati a morte, furono costruiti ospedali per uomini e animali, università, ostelli gratuiti per i pellegrini, sistemi di irrigazione e traffico fluviale, e nuove strade. Le leggi non discriminavano i cittadini per casta, fede o schieramento politico; i principi morali del Dharma che queste cercavano di attuare erano non-violenza, tolleranza di tutte le opinioni, obbedienza ai genitori e rispetto per tutti i maestri religiosi, generosità verso gli amici, trattamento umano dei servitori e così via. In generale, le leggi introducevano nuove restrizioni, ma non rinnegavano alcuno dei principi morali preesistenti delle varie religioni che componevano l'impero.

La dharmachakra a 24 raggi, rappresentazione della Ruota del Dharma introdotta da e divenuta simbolo di unità dell'India, della cui bandiera nazionale fa oggi parte.

In politica estera, dopo la prima fase imperialista, cercò di sostituire l'aggressione militare con gli accordi politici, creando Stati satelliti e riducendo la necessità di sorvegliare le frontiere.
L'editto forse più avanzato, inerente alla tolleranza religiosa, è il dodicesimo, che recita:

## Sostegno del Buddismo
Aśoka diede il suo sostegno formale al Buddismo, e cercò di concretizzarlo organizzando l'invio di missionari nei paesi confinanti, soprattutto in quelli di cultura ellenistica. Prima di far questo, però, sentì la necessità di fare ordine tra le scuole di pensiero buddiste, assicurandosi così che i missionari predicassero il vero Dharma; a questo scopo convocò nella capitale Pataliputra il terzo Concilio buddista. Il Concilio cercò di formalizzare il corpus delle scritture buddiste, giungendo ad una formulazione probabilmente simile al Canone pāli dell'attuale scuola Theravāda, escludendo da questo le tesi, considerate se non eretiche quantomeno estranee all'insegnamento originale del Gautama, delle scuole Sarvāstivāda e Dharmaguptaka; i missionari furono incaricati di predicare quanto deciso dal Concilio, e vennero inviati negli amichevoli regni ellenistici. Le cronache relative a questi missionari sono state tramandate dagli editti di Aśoka:
(XIII editto, S. Dhammika)

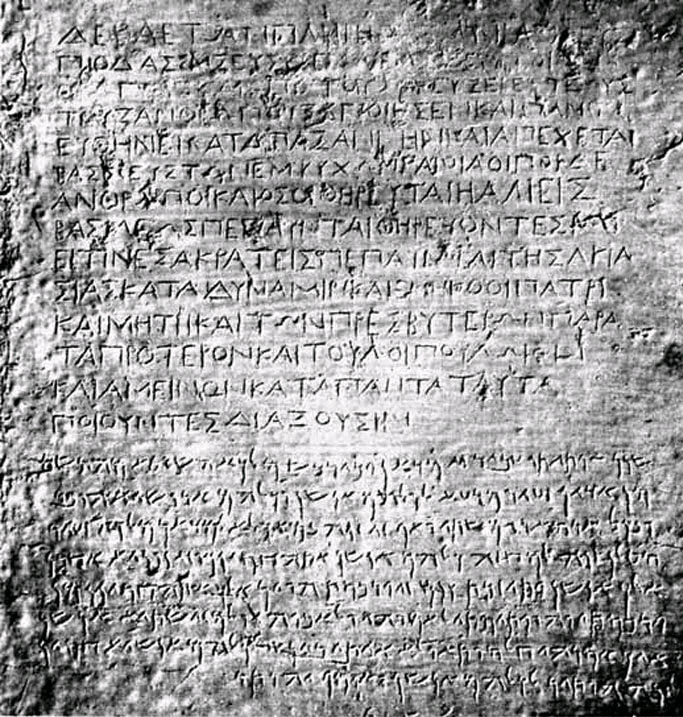
Editto in greco e lingua aramaica, in cui incita il Regno greco-bactriano ad adottare il Dharma.

Da notare che i nomi dei sovrani implicano che i missionari si siano spinti fino in Egitto e in Grecia; ancora nel II secolo lo scrittore cristiano Clemente Alessandrino accenna alla presenza di una comunità buddista ad Alessandria d'Egitto. Inoltre, secondo le cronache pāli, alcuni degli emissari di Aśoka erano monaci buddisti greci, evidenziando l'esistenza di intensi rapporti tra le due culture:
(Mahavamsa XII)
Il motivo di tanta affinità con i regni ellenistici può essere forse ritrovata in una possibile origine parzialmente greca di Aśoka stesso: nel 303 a.C. infatti Seleuco I aveva condotto una alleanza matrimoniale con Chandragupta Maurya, suo nonno.
(Appiano di Alessandria, Storia romana, Guerre siriane, 55)
Poiché non si ha notizia di una regina indiana nel regno seleucide, e d'altra parte l'alleanza matrimoniale era molto più semplice nell'altro verso, grazie alle consuetudini poligamiche indiane, gli storici credono che Chandragupta o Bindusāra, nonno e padre di Aśoka, abbiano sposato una greca ed è quindi possibile che Aśoka fosse a sua volta di origine greca.
Tuttavia, la tesi di un'origine greca di Aśoka è controversa, sia perché non suffragata da prove certe sia perché nel sistema di credenze e di leggi indù i greco-macedoni, così come tutti gli stranieri di religione altra dall'induismo, erano fuori dal sistema delle caste, mentre i monarchi indiani potevano mischiarsi solo con le caste dei brahmini e dei kshatriya, cioè i nobili guerrieri.

## Presenza nella cultura di massa

L'emblema dell'India. Alla base del capitello si nota la Dharmacakra, simbolo di.

- Lo Stato indiano adotta la Dharmachakra (ruota del Dharma), simbolo di Aśoka, al centro della propria bandiera nazionale, e l'emblema dell'India rappresenta il capitello di leoni della colonna che Aśoka pose a Sarnath, luogo della prima predicazione del Buddha.
- Il primo velivolo di Air India ebbe il nome di Aśoka.
- Un personaggio di razza togruta appartenente all'universo di Guerre stellari si chiama Ahsoka Tano.
- Nel videogioco per PC Civilization 4 Aśoka è un personaggio giocabile, capo come il Mahatma Gandhi della civiltà indiana. Riapparirà anche in Civilization VII, come uno dei leader giocabili, anche se non strettamente collegato a nessuna civiltà.
- L'attore di Bollywood Shah Rukh Khan produsse e interpretò un film storico sulla vita di Aśoka, presentato nel 2001 al festival del cinema di Venezia con il titolo Asoka.
- L'organizzazione sociale Ashoka fu fondata da Bill Drayton nel 1980.
- Nel libro di Michael H. Hart I 100 (1978), Aśoka è al 53º posto tra le figure più influenti della storia.